# 角田明夫
角田 明夫（つのだ あきお、1935年〈昭和10年〉12月19日 - ）は、日本放送協会 (NHK) の元アナウンサー。

## 概要
1935年（昭和10年）12月19日、当時の東京府に生まれる。現在の杉並区立第六小学校・杉並区立阿佐ヶ谷中学校・東京都立西高等学校を経て、早稲田大学第一文学部美術史学科を卒業。1959年（昭和34年）から日本放送協会 (NHK) のアナウンサーとなり、1996年（平成8年）に退くまで35年あまり同職にあった。1997年（平成9年）からはフリーアナウンサーとなり、2000年（平成12年）に引退。配偶者と2子がある。
NHK在職時は、テレビの報道ニュース、司会、スポーツ、ラジオパーソナリティ等を担当。熊本放送局、甲府放送局、鶴岡放送局、仙台放送局、熊本放送局、佐賀放送局、福岡放送局の順に歴任したのち、最後は東京アナウンス室に在籍した。

## 出演番組・活動
- 日本放送協会 (NHK)
  - 仙台放送局 「おばんです」
  - 熊本放送局 FM 「夕べのひと時」
  - 福岡放送局 「1988年 博多山笠」 中継総合司会
  - 東京アナウンス室 「ラジオ深夜便」、「ふれあいラジオパーティ」、「おやすみの前に」、「夕べの広場」、「サンセットパーク」、「大喪の礼」ラジオ中継、 ほか